# 蘇哈巴爾卡 (韋謝利諾韋區)
47°25′48″N 31°10′50″E / 47.43000°N 31.18056°E
蘇哈巴爾卡（烏克蘭語：Суха Балка），是烏克蘭南部的村莊，隸屬尼古拉耶夫州的沃茲涅先斯克區。該村始建於1927年，面積0.5平方公里，海拔高度114米，2001年人口17，人口密度每平方公里31.2人。